# Bukowe (obwód iwanofrankiwski)
Bukowe (ukr. Букове; hist. Majdan) – wieś na Ukrainie, w obwodzie iwanofrankiwskim, w rejonie nadwórniańskim, nad potokiem Buchtowiec. W 2001 roku liczyła 544 mieszkańców.